# Xã Spring, Quận Centre, Pennsylvania
Xã Spring (tiếng Anh: Spring Township) là một xã thuộc quận Centre, tiểu bang Pennsylvania, Hoa Kỳ. Năm 2010, dân số của xã này là 7.470 người.